# Kosovski Albanci
Kosovski Albanci  (albanski: Shqiptarët e Kosovës) su najveća etnička grupa u Kosovu. 
Prema popisu stanovništva iz 2011. godine u Kosovu živi 1.616.869 Albanaca ili 92,9 % od ukupnog stanovništva.

## Povijest
Kosovski Albanci pripadaju Gegima jednoj od dvije glavne grane Albanaca, koji nastanjuju planinsko područje na sjeveru Albanije, sjeverno od rijeke Shkumbin, Kosovo, jug Srbije i dijelove zapadne Makedonije.
Dečanska hrisovulja (1321. – 1331.)  srpskog kralja Stefana Uroša III. sadrži detaljan popis domaćinstava i sela u Metohiji i sjeverozapadnoj Albaniji. U njima piše da ova regija ima 89 naselja s 2.666 kućanstava od čega je 86 bilo srpskih (96,6 %), a tri albanska naselja (3,3 %), te 2122 Srba (98 %), i 44 Albanaca (2 %).
Sve do 19. stoljeća Albanci su manjinski narod na Kosovu. Austrijanac Joseph Müller navodi da na prostoru Prizrena, Peći i Đakovice i dijelu Albanije živi 195.000 stanovnika, od čeka:
- 114.000 muslimana (58 %):
  - cca. 38.000 su Srbi (19 %)
  - cca. 86.000 su Albanci (39 %)
- kršćani:
  - 73.572 pravoslavnih Srba (38 %)
  - 5120 rimokatoličkih Albanca (3 %)
- 2308 ostalih nemuslimana, Janjevci i dr.)

Studija sačinjena 1871. od strane austrijskog pukovnika Petera Kukulja za internu upotrebu Austrougarske vojske pokazala je da mutesarifluk Prizrena (odgovara u velikoj mjeri današnjem Kosovo) ima oko 500.000 stanovnika, od toga:
318.000 Srba (64 %),
161.000 Albanaca (32 %),
10.000 Roma i Čerkeza
2000 te Turaka.
Austrijska statistika objavljena 1899. procjenjuje da na Kosovu živi:
182.650 Albanca (47,88 %)
166.700 Srba (43,7 %)
Njemački znanstvenik Gustav Weigand dao je sljedeće statističke podatke o stanovništvu Kosova po okruzima, temeljenim na prijeratnom stanje na Kosovu 1912. godine:
- Priština: 67 % Albanci, 30 % Srbi
- Prizren: 63 % Albanci, 36 % Srbi
- Vučitrn: 90 % Albanci, 10 % Srbi
- Ferizaj: 70 % Albanci, 30 % Srbi
- Gnjilane: 75 % Albanci, 23 % Srbi
- Mitrovica: 60 % Srbi, 40 % Albanaca

U dvadesetom stoljeću broj Albanaca se povećava, kao i njihov udio u ukupnom stanovništvu tako da ih je 1921. bilo 288.907 ili 65,8 % (prema materinjem jeziku), a 1981. godine 1.226.736 ili 77,42 %.

## Poznati Kosovski Albanci
- Isa Boletini, albanski preporoditelj, narodni heroj
- Bajram Curri, političar
- Azem Galica, vođa albanskih Kačaka
- Hasan Prishtina, političar
- Sinan Hasani, predsjednik Jugoslavije (1986. – 1987.)
- Ibrahim Rugova, političar
- Adem Jashari, osnivač i vođa albanske organizacije OVK
- Fatmir Sejdiu, političar
- Agim Çeku, političar i vojnik
- Dua Lipa, pjevačica
- Rita Ora, pjevačica
- Xherdan Shaqiri, nogometaš
- Majlinda Kelmendi, sportašica
- Adnan Januzaj, nogometaš

## Galerija
- Albanci na Kosovu 1961. godine
- Albanci na Kosovu 1971. godine
- Albanci na Kosovu 1981. godine